# Dusona nanus
Dusona nanus är en stekelart som beskrevs av Horstmann 2004. Dusona nanus ingår i släktet Dusona och familjen brokparasitsteklar. Inga underarter finns listade i Catalogue of Life.